# Santa Cruz (Renacimiento)
Santa Cruz es un corregimiento del distrito de Renacimiento en la provincia de Chiriquí, República de Panamá. La localidad tiene 1.904 habitantes (2010).